# Christa Rigozzi

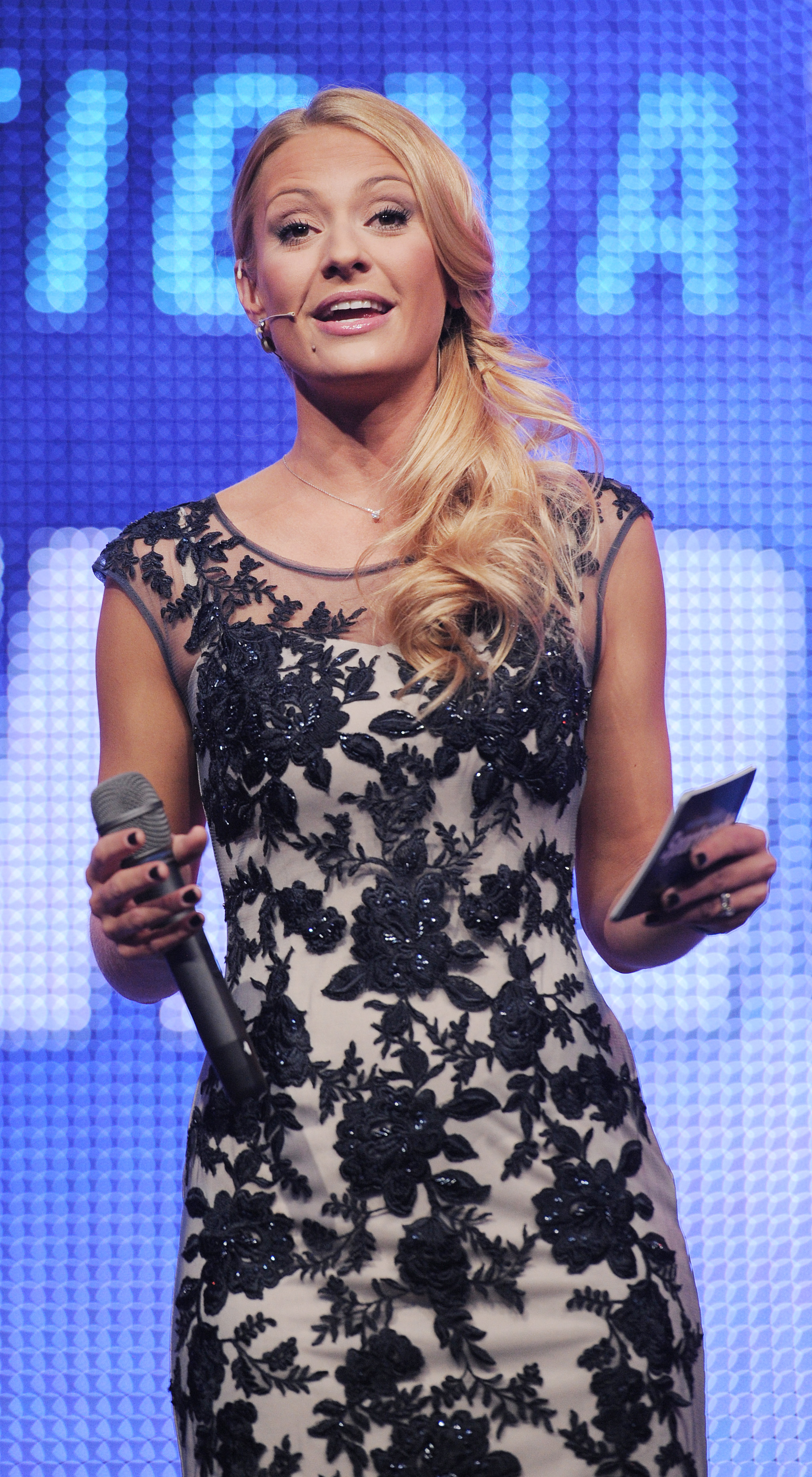
Christa Rigozzi in 2014

Christa Rigozzi (Monte Carasso, 2 mei 1983) was Miss Zwitserland 2006. Afkomstig uit het kanton Ticino in Zwitserland, woonde ze ten tijde van haar verkiezing in de stad Fribourg, waar ze mediawetenschappen en communicatiewetenschappen studeerde, alsook strafrecht en criminologie aan de universiteit van Bern.
Ze werd op 9 september 2006 in Genève door het tv-publiek gekozen tot Miss Zwitserland en volgde Lauriane Gilliéron op. Christa Rigozzi is 1.69m lang en had ten tijde van de verkiezing de maten 88-63-96.
Rigozzi heeft meegedaan aan de Miss Universe verkiezing, waar ze niet bij de 15 besten raakte.
Rigozzi heeft tijdens het jaar dat ze Miss Zwitserland was CHF 550.000 verdiend.